# 别良卡农村居民点
别良卡农村居民点（俄语：Белянское сельское поселение）是俄罗斯联邦别尔哥罗德州舍别基诺区所属的一个农村居民点。其下辖有8个居民点，行政中心为别良卡。据2016年统计，该农村居民点的人口为3045人。